# Bacescapseudes adenaicus
Bacescapseudes adenaicus är en kräftdjursart som först beskrevs av Mihai Bacescu 1978.  Bacescapseudes adenaicus ingår i släktet Bacescapseudes och familjen Kalliapseudidae. Inga underarter finns listade i Catalogue of Life.